# Haniffia cyanescens
Haniffia cyanescens är en enhjärtbladig växtart som först beskrevs av Henry Nicholas Ridley, och fick sitt nu gällande namn av Richard Eric Holttum. Haniffia cyanescens ingår i släktet Haniffia och familjen Zingiberaceae.

## Underarter
Arten delas in i följande underarter:
- H. c. penangiana
- H. c. cyanescens